# Сэвил, Джон, 4-й граф Мексборо
Джон Чарльз Джордж Сэвил, 4-й граф Мексборо (англ. John Charles George Savile, 4th Earl of Mexborough; 4 июня 1810 — 17 августа 1899) — британский пэр и консервативный политик. Он носил титул учтивости — виконт Поллингтон с 1830 по 1860 год.

## Происхождение и образование
Родился 4 июня 1810 года. Старший сын Джона Сэвила, 3-го графа Мексборо (1783—1860), от его жены леди Энн Йорк (1783—1870), дочери Филипа Йорка, 3-го графа Хардвика от его жены Элизабет Линдси, дочери Джеймса Линдси, 5-го графа Балькарреса. Он получил образование в Итонском колледже (1821—1826), где увлекался классической музыкой и боксом , и в Тринити-колледже Кембриджского университета (1827—1828).

## Карьера
Виконт Поллингтон заседал в Палате общин Великобритании от Гаттона (1831—1832) и дважды от Понтефракта (1835—1837, 1841—1847).
Виконт Поллингтон отправился в обширное зарубежное турне по России, Персии и Индии. В 1834 году он вместе с Александром Уильяма Кинглеком совершил путешествие по Османской империи. В романе Кинглека «Eothen» есть персонаж по имени Метли, основанный на Поллингтоне: Метли — знающий ученый-классик, обладающий «практической проницательностью йоркширца». В 1835 году Джон Сэвил вернулся из Англию. Летом 1838 года виконт Поллингтон совершил новое путешествие по Восточной Анатолии. Его дневник этой поездки был опубликован под названием «Заметки о путешествии из Эрэ-Рума … в Алеппо» в Журнале Королевское географическое общества в 1841 году .
Виконт Поллингтон стал близким другом премьер-министра Бенджамина Дизраэли, и вскоре после того, как он женился на «очень дикой и веселой» леди Рэйчел Уолпол, дочери Горацио Уолпола, 3-го графа Орфорда, в 1842 году, Дизраэли назвал эту пару «лордом и леди Гаверсток» в своей книге «Лорд и леди Гаверсток» в своём романе Конингсби .
25 декабря 1860 года после смерти своего отца Джон Сэвил унаследовал титулы 4-го графа Мексборо из Лиффорда в графстве Донегол (Пэрство Ирландии), 4-го виконта Поллингтона из Фернса (Пэрство Ирландии) и 4-го барона Поллингтона из Лонгфорда в графстве Лонгфорд (Пэрство Ирландии).

## Браки и дети

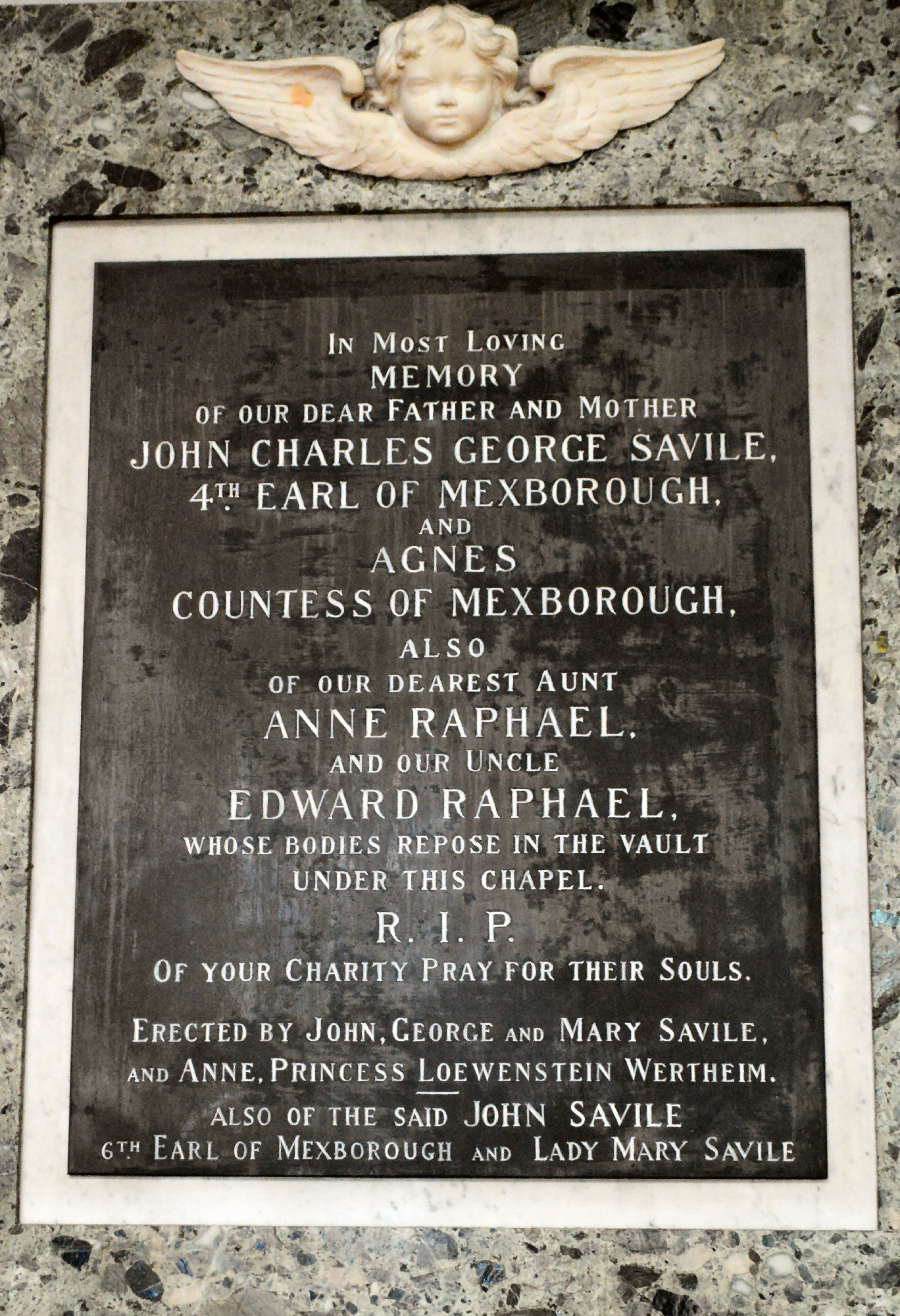
Памятник в церкви Святого Рафаэля, Сурбитон, Суррей, Джону Сэвилу, 4-му графу Мексборо

Лорд Мексборо был дважды женат. 24 февраля 1842 года он женился первым браком на леди Рэйчел Кэтрин Уолпол (? — 21 июня 1854), дочери Горацио Уолпола, 3-го графа Орфорда, и Мэри Вильгельмине Августине Фокенер. У супругов родился один сын:
- Джон Гораций Сэвил, 5-й граф Мексборо (17 июня 1843 — 8 июня 1916), старший сын и наследник отца.

27 июля 1861 года в церкви Святой Марии на Брайанстон-сквер в Лондоне он женился вторым браком на католичке Агнес Луизе Элизабет Рафаэль (? — 23 декабря 1898), дочери Джона Рафаэля. В 1894 году он принял католическую веру своей жены. Дети от второго брака:
- Леди Мэри Луиза Сэвил (1862 −25 июля 1945), она вышла замуж за Уолтера Бертона Харриса в 1898 году.
- Леди Энн Сэвил (25 мая 1864 — 31 августа 1927), энтузиаст авиации, ставшая принцессой Анной Левенштейн-Вертхайм-Фройденберг[7]
- Джон Генри Сэвил , 6-й граф Мексборо (27 сентября 1868 — 16 сентября 1945)
- Капитан достопочтенный Джордж Сэвил (24 ноября 1871 — 15 июля 1937), с 1920 года был женат на леди Маргарет Мэри Терезе Форбс, дочери Джорджа Артура Гастингса Форбса , 7-го графа Гранарда.

## Смерть
Лорд Мексборо скончался в Брайтоне в августе 1899 года в возрасте 89 лет, пережив свою жену всего на несколько месяцев. Ему наследовал его сын от первого брака, Джон Гораций Сэвил, 5-й граф Мексборо (1843—1916).